# Giulio Cesare Riccardi
Giulio Cesare Riccardi (falecido a 13 de fevereiro de 1602) foi um prelado católico romano que serviu como arcebispo de Bari-Canosa (1592–1602) e núncio apostólico em Saboia (1595–1601).

## Biografia
A 30 de outubro de 1592, Giulio Cesare Riccardi foi nomeado durante o papado de Clemente VIII como arcebispo de Bari-Canosa. No dia 15 de novembro de 1592, foi consagrado bispo por Enrico Caetani, cardeal-sacerdote de Santa Pudenziana, com Guillaume de St-Marcel d'Avançon, arcebispo de Embrun, e Leonard Abel, bispo titular de Sidon, servindo como co-consagradores. A 1 de abril de 1595, foi nomeado durante o papado de Clemente VIII como Núncio Apostólico em Saboia, onde serviu até 2 de agosto de 1601. Continuou a servir como arcebispo de Bari-Canosa até à sua morte, a 13 de fevereiro de 1602.